# Карибский язык
Кари́бский язык (кариб. Kari'nja) — язык индейцев карибов, проживающих на территории от востока Венесуэлы до Французской Гвианы и приграничных районов Бразилии. Общее число говорящих около 7400 человек. Карибский язык входит в семью ка́рибских языков.

## Диалекты
На территории расселения карибов располагается пять стран с разными государственными языками, что отражается на диалектах и орфографических различиях разных групп индейцев. Карибские диалекты (в скобках указано примерное количество говорящих):  
- Венесуэльский (1000)
- Гайанский (2000)
- Западно-суринамский
- Восточно-суринамский и франко-гвианский (3000)

## Фонетика
В карибском языке четыре возможных слоговых структуры: V, CV, VC, CVC; (где C - согласный, V — гласный звуки). В качестве финали могут появляться только носовые или смычные. Между двумя гласными вставляется глоттальная смычка /Ɂ/.
Система согласных включает в себя 9 фонем (шумные /p/ /t/ /k/ /s/, сонорные /m/ /n/ /r/ /w/ /j/), которые могут иметь одну или несколько реализаций в зависимости от окружения.
Система гласных насчитывает 6 фонем (/i/ /ɨ/ /u/ /e/ /a/ /o/). Встречаются дифтонги, где в качестве второго звука появляются только /i/ и /u/.

#### Система звуков

##### Согласные
|               |               | Губные | Зубные | Альвеолярные | Палатальные | Велярные | Глоттальные |
| Взрывные      | Глухие        | p      | t      |              |             | k        | ʔ           |
| Взрывные      | Звонкие       | b      | d      |              |             | g        |             |
| Фрикативные   | Фрикативные   |        |        | s            | ʃ           | x        |             |
| Носовые       | Носовые       | m      | n(ŋ)   |              |             |          |             |
| Вибранты      | Вибранты      |        |        | r            |             |          |             |
| Аппроксиманты | Аппроксиманты | w      |        |              | j           |          |             |

##### Гласные
|                | Переднеязычные | Среднеязычные | Заднеязычные |
| Верхний подъём | i              | ɨ             | u            |
| Средний подъём | e              |               | o            |
| Нижний подъём  |                | a             |              |

## Типологические характеристики

### Степень свободы выражения грамматических значений
Синтетический язык с инкорпорацией. Грамматические значения выражаются как префиксацией, так и суффиксацией. Суффиксация более развита. Мало аналитических форм, одна самая употребляемая - настоящее время непереходных глаголов (6). Кумуляция встречается редко, например, в показателе времени и модальности (19).
- Примеры префиксации: выражение лица актантов в глагольных формах . В непереходных глаголах - единственного актанта (1), в переходных - и субъекта, и объекта (2).

(1) e:mere:-pi 'сходить с ума' → kyn-e:mere:-saŋ̍ 'он сходит с ума'  
(2) e:ta 'слышать' → s-eta:-e 'я слышу это, его'  
(3) Пассивизация для переходных глаголов: pu:ru 'жарить' → ni-pu:ru 'быть пожаренным (кем-либо)', 'то/тот, что пожарен(о) (кем-либо)'  
- Примеры суффиксации:

(4) Каузатив: e:ne 'видеть' → ene:-po 'показывать'  
(5) Время глагола: s-ene-ja ‘я вижу’ ; s-ene-to ‘я видел (“видывал”)’
(6) Непереходные глаголы чаще всего представлены в виде глагольной основы с посессивным суффиксом, префиксом принадлежности нужному лицу, и глаголом ‘быть’ в 3л. ед. ч.:
      y-emamina-ry      man
      1-работать-POS  быть.SG  
      Я работаю. (букв. мое работание есть)
- Пример инкорпорации:

(7) faxsa:ry  'шея'; ixko:to 'стричь' → k-axsa-ko':to-ko 'стричь волосы на моей шее' (с глагольными аффиксами k- и -ko)  

### Характер границы между морфемами
Агглютинация. Редко встречаются сандхи типа изменения долготы гласного (8, 9) или удаления/вставки звука (9, 10). Развита алломорфия у многих показателей.  
(8) ine:ku 'рыбий яд' → а-ineku:-ru 'твой рыбий яд'
(9) Чередование x с ∅ (опциональное): we:i 'быть' → wei-topo или weix-topo 'место бытия’
(10) Чередование r с ∅ в посессивном суффиксе: asin ‘тепло’ + -ry → asin-y

### Локус маркирования

#### Впосессивной именной группе
Вершинное маркирование
Существительные имеют два типа посессивных суффиксов: контролируемого обладания -ry и неконтролируемого -`po (используется для родственников или частей тела).
(11) moxko ya:wo 'мой1 дядя'; kuri:yara 'лодка' → moxko ya:wo ku:riya:ra-ry 'лодка моего дяди'
(12) turu ‘сердце’ → a-turù-'po ‘твое сердце’
1'мой' в данном случае работает не как притяжательное местоимение, а как определённый артикль.  

#### В предикации
Вершинное маркирование
(13) ku:pi ‘купать’ → kysi:-kupi:-ya ‘мы оба купаем его’ (префикс - показатель актантов, суффикс - видовременной показатель)
(14) wo ‘убивать’ → у-wo:-ry 'убить его' (префикс - показатель объекта, суффикс - показатель инфинитива)

### Тип ролевой кодировки в предикации
Эргативная кодировка. Падежи как таковые не маркируются, но выделяются три набора личных префиксов:  
1) Активные (англ. active): маркируют субъект переходного глагола.  
(15) si-ekarity-ja            rapa       y-jumy        `wa
       1A-говорить-PST   снова    1-отец        DAT.PR
       Я снова сказал (это) своему отцу.
2) Пассивные (англ. passive): маркируют объект переходного глагола и единственный актант непереходного. Пассивные префиксы совпадают по форме с префиксами принадлежности, что логично, учитывая регулярный способ выражения личных форм одноместных глаголов, указанный в (6). Наравне с этим способом личная форма непереходного глагола может выглядеть, как одно слово с глагольной основой, личным префиксом и суффиксом неконтролируемого обладания.
(16) y-(w)opy-`po             rapa       auto   `wa
       1-приходить-POS    снова     дом    DAT.PR
       Я снова пришел домой. (букв. Мое прихождение снова домой)
3) Промежуточные (англ. middle): маркируют актант так называемых “промежуточных” глаголов (ими являются рефлексивные и непереходные глаголы с внутренним актантом); то есть обозначают аргумент, который является и субъектом, и объектом действия.
(17) w-ase-tỳka-poty-ja
      1М-REFL-пугать-ITER-PST
       Я испугался.

### Базовый порядок слов
Преимущественно SOV (OV), иногда может варьироваться положение субъекта (19), но объект всегда непосредственно перед глаголом (19). Между объектом и глаголом могут появляться разве что элементы, связанные с объектом (18).        
(18) [tuna]o     [ỳkamy-jaton]v
       вода       черпать-PRS.PL
       Они зачерпывают воду (из реки).
(19) [a-myre-kon]o    [roten]ad     [ene-jan]v
      2-ребёнок-PL   только        видеть-PST.PSB
      Он видит только твоих детей.
(20) [taurane      man]v          [moro   i-kowai-ry]s
       говорящий быть.3SG    этот   3-крюк-POS
       Этот крюк(рыболовный) говорит (может говорить).

### Особенности
- Личных префиксов всего девять (по три в каждой категории). Они могут маркировать 1 лицо, 2 лицо или 1+2 лицо. 3 лицо маркируется нулем и в позиции субъекта, и в позиции объекта.

Интересно, что в переходных глаголах один и тот же префикс обозначает «субъект-1л., объект-2л.» и «субъект-2л., объект-1л.» (это пассивный префикс).  
      (21) ymbo:i 'раздавить' → k-ymboi-ya 'я раздавил тебя', 'ты раздавил меня'
- В карибском вершина именной группы может маркироваться не только показателями посессива, но и НЕпосессивным показателем -nano/-(w)ano в тех случаях, когда указанная сущность обычно имеет обладателя.

(22) pori ‘нога (как часть существа)’ → pori-nano ‘нога (отдельно от кого-либо)‘
- Что касается лексики, в текстах часто встречаются слова, происходящие от сравнения с элементами живой природы. Например, такая деривация глагола с помощью регулярного суффикса.

      (23) Вербализация в непереходный глагол: pi:pa 'пипа (плоская лягушка)' → pi:pa-ta 'становиться плоским, как пипа’